# D'Avise
D'Avise (o De Avisio) è un'antica famiglia nobiliare valdostana, originaria della Germania, la cui esistenza è attestata a partire dall'XI secolo ed estinta nel 1729.

## Storia
Capostipite della famiglia fu probabilmente il cavaliere Hugues, vivente alla fine dell'XI secolo. Ebbero i titoli di signori di Avise, Montailleur, Planaval e Rochefort. All'estinzione della famiglia, i feudi passarono ai baroni di Blonay.

## Esponenti illustri
- Hugues d'Avise (XII secolo), vescovo di Aosta nel 1147
- Arnulphe d'Avise (XII secolo), vescovo di Aosta dal 1149 al 1159
- Claude d'Avise (? - 1586)
- Boniface d‘Avise (XV secolo), cavaliere[4]
- Pierre d'Avise (XV secolo)
- Prosper d'Avise (XVII secolo), senatore del Senato di Savoia

## Arma
D'azzurro, al leone d'oro, armato e linguato di rosso.
Il motto è: "Qui tost Avise tard se repent", che in francese medio significa "chi presto avvisa, tardi se ne pente".

## Possedimenti

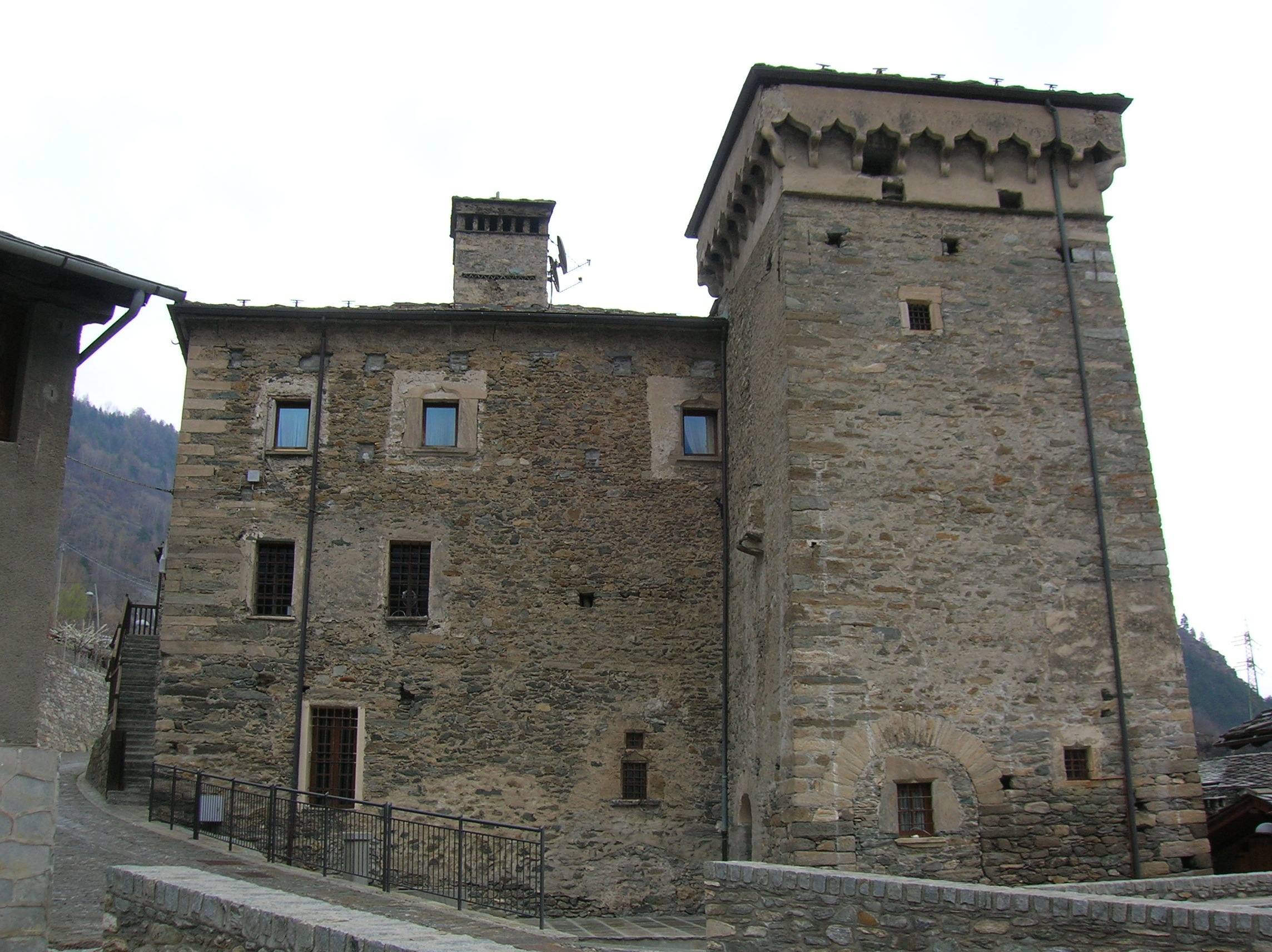
Castello di Avise

- Casaforte di Planaval
- Castello di Avise
- Castello di Blonay
- Castello di Cré
- Castello di Montmayeur
- Maison de Mosse